# مطار سنن شوفانغ الدولي
مطار سنن شوفانغ الدولي (بالإنجليزية: Sunan Shuofang International Airport) (إياتا: WUX، إيكاو: ZSWX) يقع في مدينة وشي، سوجو في جمهورية الصين الشعبية. صنف مطار سنن شوفانغ الدولي في المرتبة التاسعة والثلاثون في الصين من حيث عدد الركاب عام 2011 وفقًا لإدارة الطيران المدني في الصين، حيث تعامل مع 2,940,122 راكب، وبلغ إجمالي حركة الطائرات (القادمة والمغادرة) 26,040 طائرة وقد بلغت كمية البضائع المنقولة عبر المطار 66,208 طن.
في مايو 2023، بدأ رسميًا بناء محطة الشحن المركزية بالمطار وجزء من مشروع الممر الداعم للمدرج الثاني، والذي يمثل أيضًا البداية الرسمية لتوسيع المطار.
في 14 ديسمبر 2024، تجاوزت سعة الركاب السنوية لمطار شوفانغ 10 ملايين للمرة الأولى، ليصبح ثاني مطار في مقاطعة جيانغسو بسعة ركاب سنوية تزيد عن 10 ملايين، ويخطط مطار ووشي شوفانغ أيضًا لبناء مدرج ثانٍ جديد وتمت الموافقة على توسيع المدرج الأول ومحطة T3 الجديدة ومركز النقل الشامل والمحتويات الأخرى من قبل إدارة الطيران المدني الصينية.

## شركات الطيران والوجهات

### الركاب
| شركـات طيـران          | الوجهات |
| ---------------------- | --- |
| 9 Air                  | مطار داليان الدولي، مطار قوانغتشو باييون الدولي، مطار قوييانغ لونغدونغابو الدولي، مطار هينغيانغ نانيوي، مطار شنيانغ الدولي، مطار شيشوانغباننا غاسا، Yingkou |
| Air Travel ‏            | مطار تشانغتشون الدولي، مطار تشانغشا هوانغوا الدولي، مطار تشنغدو شوانغليو الدولي، مطار دالي، مطار هاربين الدولي، مطار غايلي هوانغبينغ، مطار كونمينغ جانغشوي الدولي، مطار ساني ليجيانغ، مطار تينغشونغ توفينغ، مطار توربان جياهوي، مطار أورومتشي الدولي، مطار شينينغ الدولي، مطار يانتاي جاوشوي الدولي، مطار يبين واليانجي، مطار خه هوا تشانغجياجيه، مطار تشوهاى سانزو |
| خطوط شرق الصين الجوية  | مطار بكين داشينغ الدولي، مطار تشانغشا هوانغوا الدولي، مطار تشنغدو شوانغليو الدولي، مطار تشونغتشينغ جيانغبى الدولي، مطار داليان الدولي، مطار قوانغتشو باييون الدولي، مطار هاربين الدولي، مطار هونغ كونغ الدولي، مطار كونمينغ جانغشوي الدولي، مطار ماكاو الدولي، مطار غينغادو جياودونغ الدولي، مطار سانيا فينيكس الدولية، مطار إنتشون الدولي، مطار شنيانغ الدولي، مطار شينزين باوان الدولي، مطار تاييوان وسو الدولي، مطار أورومتشي الدولي، مطار شيامن قاوتشي الدولي، مطار شيان شيانيانغ الدولي، مطار ينتشوان خه دونغ، Zhanjiang، مطار تشوهاى سانزو، مطار زوني شينزهو                  |
| خطوط جنوب الصين الجوية | مطار قوانغتشو باييون الدولي، مطار شينزين باوان الدولي |
| Donghai Airlines       | مطار شينزين باوان الدولي |
| خطوط جونياو الجوية     | مطار تشانغشا هوانغوا الدولي، مطار فوتشو تشانغله الدولي، مطار قويلين يانغ جيانغ الدولي، مطار هاربين الدولي، مطار هويزهو، مطار نانينغ الدولي، مطار غينغادو جياودونغ الدولي، مطار سانيا فينيكس الدولية، مطار شيان شيانيانغ الدولي، مطار خه هوا تشانغجياجيه |
| طيران لونج             | مطار قوييانغ لونغدونغابو الدولي، مطار ساني ليجيانغ، مطار لوئهو يونلونغ، مطار شانغينغ ليوجي |
| خطوط لاكي الجوية       | مطار كونمينغ جانغشوي الدولي |
| Royal Air Philippines  | عارض: مطار نينوي أكوينو الدولي |
| Ruili Airlines         | مطار تشونغتشينغ جيانغبى الدولي، Jingzhou، مطار كونمينغ جانغشوي الدولي، مطار ديهونغ مانغشي، مطار شنيانغ الدولي، مطار شيان شيانيانغ الدولي، مطار شينينغ الدولي |
| خطوط شينزين الجوية     | مطار بكين العاصمة الدولي، مطار تشانغتشون الدولي، مطار تشنغدو شوانغليو الدولي، مطار تشونغتشينغ جيانغبى الدولي، مطار قوانغتشو باييون الدولي، مطار قوييانغ لونغدونغابو الدولي، مطار هاربين الدولي، مطار هونغ كونغ الدولي، مطار هويزهو، مطار لانتشو تشونغ تشوان، مطار ليني شوبولينغ، مطار ماكاو الدولي، مطار نانينغ الدولي، مطار كانساي الدولي، مطار جينجيانغ تشيوانتشو، مطار شنيانغ الدولي، مطار شينزين باوان الدولي، مطار تاييوان وسو الدولي، مطار ناريتا الدولي، مطار شيان شيانيانغ الدولي، مطار يانتاي جاوشوي الدولي، مطار ييتشانغ سانشيا، مطار يونتشنغ قوانقونغ، مطار تشوهاى سانزو |
| خطوط سيتشوان الجوية    | مطار تشنغدو شوانغليو الدولي، مطار تشونغتشينغ جيانغبى الدولي، مطار جيوتشايقو هوانغ لونغ، مطار كونمينغ جانغشوي الدولي |
| سبرينغ (شركة طيران)    | مطار جييانغ شاوشان |
| خطوط زيامن الجوية      | مطار فوتشو تشانغله الدولي |

### الشحن
| شركـات طيـران       | الوجهات                                                                     |
| ------------------- | --------------------------------------------------------------------------- |
| Donghai Airlines    | مطار بكين العاصمة الدولي، مطار جينجيانغ تشيوانتشو، مطار شينزين باوان الدولي |
| خطوط أس أف الجوية   | مطار شينزين باوان الدولي                                                    |
| خطوط سوبارنا الجوية | مطار هونغ كونغ الدولي، مطار شانغهاي بودنغ الدولي                            |